# Харьков (гостиница, Харьков)

«Харьков» — гостиница в Харькове, расположена в центре города по адресу площадь Свободы, 7.

## История здания
Была построена в 1932—1936 годах по проекту архитектора Г. А. Яновицкого в стиле конструктивизма, соединив круглую и прямоугольную части площади Дзержинского. Изначально носила название «Интернационал».
Проект здания получил золотую медаль в Париже на Всемирной выставке 1937 года.
В годы войны здание пострадало. В 1941 году нацисты держали там в заложниках и казнили жителей города.
23 августа 1943 года воинами 227-го стрелкового полка 183-й Харьковской стрелковой дивизии на крыше здания было водружено Красное знамя победы.
После войны начались работы по восстановлению площади, но только в 1974 году здание гостиницы было восстановлено по проекту автора с элементами сталинского ампира.  В 1976 году к основному зданию гостиницы был пристроен 16-этажный корпус.
С момента постройки до приватизации 1990-х годов гостиница была государственной.

## В наши дни
В данный момент является комфортабельной гостиницей в деловом центре города. Имеет 205 номеров. По классификации соответствует классу «4 звезды» (имеются бар, ресторан, 2 конференц-зала). В 2008 году проводилась реконструкция здания.
Внешний вид её считается одной из визитных карточек города Харькова.
С 1999 года президентом ЗАО «Гостиница Харьков» является харьковский бизнесмен А. С. Давтян.